# Trilacuna rastrum
Trilacuna rastrum är en spindelart som beskrevs av Tong och Li 2007. Trilacuna rastrum ingår i släktet Trilacuna och familjen dansspindlar. Inga underarter finns listade i Catalogue of Life.